# کارتوزه
کارتوزه (به لاتین: Kartuzy، تلفظ: [karˈtuzɨ]) یک شهرک در لهستان است که در استان پومرانی واقع شده‌است.

## خصوصیات
کارتوزه ۶٫۲۳ کیلومترمربع مساحت و ۱۵٬۲۶۳ نفر جمعیت دارد و ۴۲ متر بالاتر از سطح دریا واقع شده‌است.